# 168203 Kereszturi
A 168203 Kereszturi (ideiglenes jelöléssel (168203) 2006 JB27) a Naprendszer kisbolygóövében található aszteroida. Sárneczky Krisztián fedezte fel 2006. május 5-én.